# Trait d'union conditionnel
Cette page contient des caractères spéciaux ou non latins. S’ils s’affichent mal (▯, ?, etc.), consultez la page d’aide Unicode.
Le trait d’union conditionnel ou trait d’union virtuel est, en informatique et en typographie, un caractère sans chasse (U+00AD, HTML : &#173; &shy;) indiquant où une coupure de mot est permise, et celle-ci est rendue visible selon la mise en page.

## Exemple
La même chaîne de caractères, ici un mot grec désignant un plat fictif mentionné dans la comédie d’Aristophane, L’Assemblée des femmes, contenant plusieurs traits d’union conditionnels où la coupure de mot est correcte :
λοπαδοτεμαχοσελαχογαλεοκρανιολειψανοδριμυποτριμματοσιλφιοκαραβομελιτοκατακεχυμενοκιχλεπικοσσυφοφαττοπεριστεραλεκτρυονοπτοκεφαλλιοκιγκλοπελειολαγῳοσιραιοβαφητραγανοπτερύγων
λοπαδοτεμαχοσελαχογαλεοκρανιολειψανοδριμυποτριμματοσιλφιοκαραβομελιτοκατακεχυμενοκιχλεπικοσσυφοφαττοπεριστεραλεκτρυονοπτοκεφαλλιοκιγκλοπελειολαγῳοσιραιοβαφητραγανοπτερύγων
λοπαδοτεμαχοσελαχογαλεοκρανιολειψανοδριμυποτριμματοσιλφιοκαραβομελιτοκατακεχυμενοκιχλεπικοσσυφοφαττοπεριστεραλεκτρυονοπτοκεφαλλιοκιγκλοπελειολαγῳοσιραιοβαφητραγανοπτερύγων
Pareil pour « anticonstitutionnellement » (avec les traits d'union conditionnnels cachés là-dedans), un des mots les plus longs en français:
anticonstitutionnellement
anticonstitutionnellement
anticonstitutionnellement
Sur les navigateurs HTML qui supportent les traits d'union conditionnnels, le redimensionnement de la fenêtre ne fractionnera à nouveau le texte ci-dessus qu'aux limites des mots et insérera un trait d'union à la fin de chaque ligne.

## Sécurité
Le trait d’union conditionnel est parfois utilisé pour l’offuscation de faux noms de domaine dans les URL ou les pourriels,.